# Hynek Jakub Heger
Hynek Jakub Heger (5. července 1808 Polička – 11. května 1854 Vídeň), v německé literatuře uváděný jako Ignaz Jacob Heger, byl česko-rakouský těsnopisec, autor první české těsnopisné soustavy.

## Život
Studoval piaristické gymnázium v Litomyšli, filozofii a práva v Olomouci a právnická studia dokončil ve Vídni. Potom nastoupil do zaměstnání jako praktikant u vídeňského soudu a pracoval i v právních kancelářích. Tam si uvědomil nedokonalost běžného písma, které neumožňovalo psát dostatečně rychle. Začal se proto zajímat o těsnopis a jako nejvhodnější z několika možností vybral roku 1839 soustavu německého vynálezce F. X. Gabelsbergera. Tu potom v následujících letech propagoval do té míry, že sám Gabelsberger jej označil za svého apoštola v Rakousku Nejprve nové písmo s úspěchem vyzkoušel při zápisu schůze lesníků v Brně (1841). V roce 1842 založil ve Vídni těsnopisný ústav. Ten sice neměl kvůli malému zájmu veřejnosti dlouhého trvání, ale Hegerových aktivit si všimla vláda a už o rok později mu nabídla místo mimořádného profesora těsnopisu na vídeňské polytechnice. Roku 1844 zavítal do Prahy, přičemž propagaci mu dělal časopis Česká včela. Na jeho přednášku přišla řada významných obrozenců – Josef Jungmann, Šebestián Hněvkovský, František Ladislav Rieger, Václav Bělský, Josef Franta Šumavský a Jiří Krouský. Poslední dva se stali jeho nadšenými spolupracovníky a následovníky. Roku 1845 přijel do Prahy na další prezentaci, tentokrát v češtině. Spolu s Frantou Šumavským pak zpracoval Soustavu českoslovanského rychlotěsnopisu. Nebyla však vydána. Přesto je považován za jednoho z prvních, kdo převedl Gabelsbergerovo písmo do cizího jazyka.
V roce 1848, se svoláním parlamentu, nastala velká poptávka po zapisovatelích. Heger se stal ředitelem stenografické kanceláře na zasedání říšského sněmu ve Vídni a Kroměříži a jeho finanční situace se konečně zlepšila. Roku 1849 vydal spis Kurze Anleitung zur Stenographie für die vier slaw. Hauptsprachen („Krátký úvod do těsnopisu pro čtyři hlavní slovanské jazyky“ – myšleno český, polský, ilyrský a ruský) a založil Ústřední svaz stenografů rakouského císařství ve Vídni. Věnoval se i literární a kaligrafické činnosti, vídeňské státní tiskárně pomohl zhotovit těsnopisné tiskové formy. Později se stal profesorem vídeňské Tereziánské akademie a Josefínského gymnázia. Roku 1852 se účastnil sjezdu stenografů v Mnichově. Jeho zásluhy ocenil jak rakouský císař Ferdinand I. Dobrotivý (pořídil si jeho knihu Stručná mluvnice stenotachygrafie), tak i pruský král Fridrich Vilém IV. (udělil mu medaili Za umění a vědu).
Heger zemřel ve Vídni na revmatismus a plicní vodnatelnost. Je pohřben v Matzleinsdorfu, pomník mu vybudoval spolek rakouských těsnopisců. 14. května 1876 se v Poličce konala na jeho počest slavnost, během níž po něm pojmenovali ulici, kde se narodil, a na jeho rodný dům umístili pamětní desku.
Po zrušení hřbitova byly ostatky přemístěny na Vídeňský ústřední hřbitov.

## Další osudy Hegerovy těsnopisné soustavy
Jakkoli měl Heger velký podíl na rozšíření těsnopisných znalostí v Čechách, jím navržená soustava neměla dlouhého trvání. Postupem času se ukázalo, že výběr některých znaků byl nevhodný. Heger také z úcty před velkým mistrem (Gabelsbergerem) nechtěl do jeho soustavy vnášet bez souhlasu mnoho změn. Například jedinou větší novinkou, kterou Heger po dohodě zavedl, bylo vytvoření znaku pro č, resp. tsch, který se pak dostal zpětně i do soustavy německé. Hegerovi následovníci se více řídili praktickými potřebami a moderní český těsnopis se od německého vzoru vzdaloval.
V roce 1859 byl pod vedením Jindřicha Fügnera založen Pražský spolek stenografů gabelsbergerských, s cílem šířit znalosti tohoto umění v české inteligenci. Roku 1861 vypsal soutěž za nejlepší převod Gabelsbergovy soustavy do češtiny, dotovaný cenou 25 dukátů ve zlatě. Sešlo se pět návrhů, porota (Jiří Krouský, Eduard Novotný, Antonín Dominik Haasz, František Prill) ale žádný z nich nedoporučila. Práce ale pokračovala; roku 1863 vyšel Těsnopis český jako výsledek činnosti sedmičlenného týmu (Eduard Novotný, František Brzobohatý, Josef Faigl, A. Konrad, Josef Novotný, Alois Stáně a František Tauer) a v následujících 20 letech se dočkal ještě dalších čtyř vydání. Komise zároveň spolupracovala s odbornými skupinami v dalších slovanských zemích, a tak společně s českou soustavou vznikla i polská, chorvatská, ruská, slovinská, srbská a bulharská. Původní Hegerova soustava byla v té době už prakticky neznámá. Komise navíc prosadila řadu užitečných radikálních změn (např. záměnu p a g oproti německému vzoru, z důvodu rozdílné četnosti těchto písmen v běžném českém a německém textu), které by si Heger asi nedovolil. Český těsnopis, používaný od 60. let 19. století, proto na původní verzi nenavazuje. Přesto si i tehdejší generace Čechů i německy mluvících Rakušanů Hegera vážila pro jeho průkopnickou práci na rozšíření těsnopisu v Rakousku, jeho zavedení v Čechách a snahu o co největší jednotu při tvorbě slovanských těsnopisných soustav.